# Primeira onda do feminismo

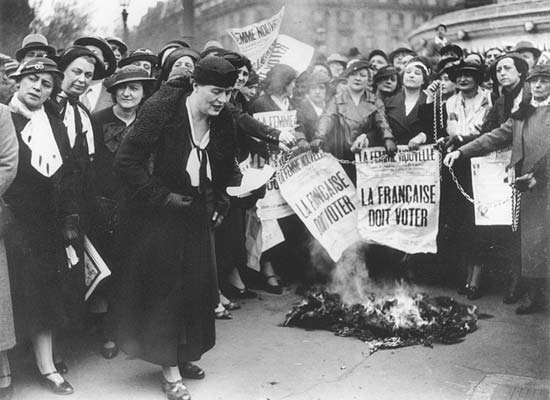
Louise Weiss (à frente na foto) fundou em 1934 a associação "La femme nouvelle" (A nova mulher) de ativismo pelo direito das mulheres de votar. Aqui está fotografada com outras sufragistas parisienses em 1935. A manchete do jornal afirma "As francesas devem votar".

A primeira onda do feminismo refere-se a um período de atividade feminista durante o século XIX e início do século XX em todo o mundo, em particular em países como França, Reino Unido, Canadá, Países Baixos e Estados Unidos. Este movimento debruçou-se sobre questões jurídicas, visando principalmente a conquista do direito ao voto feminino (o direito de voto).
O feminismo tem sua origem no século XVIII, especificamente no Iluminismo. Neste movimento cultural e filosófico houve controvérsias sobre a igualdade e as diferenças de gênero. Na época surgiu um novo discurso crítico utilizando as categorias universais desta filosofia política, de forma que o Iluminismo não era feminista em suas raízes.
As origens políticas do feminismo vieram da Revolução Francesa (1789). Este evento elevou a igualdade jurídica, as liberdades e os direitos políticos a seus objetivos centrais, entretanto logo ficou clara a grande contradição que marcou a luta feminista: as liberdades, os direitos e a igualdade legal, as as grandes conquistas das Revoluções Liberais, não contemplaram as mulheres. A teoria política de Rousseau, p.ex. projetou a exclusão das mulheres do campo da propriedade e dos direitos. Foi então a partir, possibilitato por e crtiticando as conquistas da Revolução Francesa, que a voz das mulheres começou a se expressar coletivamente.
O termo "primeira onda" foi cunhado em março de 1968 por Marsha Lear ao escrever na The New York Times Magazine, quem, ao mesmo tempo, também usou o termo "segunda onda do feminismo". Na época da segunda onda, o movimento feminista passou a lutar contra as desigualdades enfrentadas de facto pelas mulheres, uma forma de distinguir-se dos objetivos das feministas anteriores.

## Origens
De acordo com Miriam Schneir, Simone de Beauvoir escreveu que a primeira mulher a "levantar sua caneta em defesa de seu sexo" foi Christine de Pizan, no século XV. Heinrich Cornelius Agrippa von Nettesheim e Modesta di Pozzo di Forzi também escreveram sobre o tema no século XVI. Marie Le Jars de Gournay, Anne Bradstreet e François Poullain de la Barre também escreveram no século XVII.
Mary Wollstonecraft publicou um dos primeiros tratados feministas, A Vindication of the Rights of Woman (1792), em que ela advoga a igualdade social e moral dos sexos. Seu romance mais tarde inacabado, Maria: or, The Wrongs of Woman, lhe rendeu críticas consideráveis em um debate sobre os desejos sexuais das mulheres. Ela morreu jovem e seu viúvo, o filósofo William Godwin, rapidamente escreveu um livro de memórias dela que, ao contrário de suas intenções, destruiu sua reputação de gerações. Wollstonecraft é considerada a avó do feminismo britânico e suas ideias tomaram forma com as suffragettes, que fizeram campanha pelo voto feminino.

## Linha do tempo da primeira onda
1809
- EUA, Connecticut: Mulheres casadas foram autorizadas a ter propriedades.[4]

1810
- Suécia: O direito informal de uma mulher solteira a ser declarada maior legalmente pela dispensa real foi oficialmente confirmada pelo parlamento.[5]

1811
- Áustria: As mulheres casadas obtiveram uma economia separada e o direito de escolher as suas profissões.[6]
- Suécia: As mulheres de negócios casadas tiveram o direito de tomar decisões sobre seus próprios assuntos sem o consentimento do marido.[7]

1821
- EUA, Maine: As mulheres casadas foram autorizadas a possuir e gerenciar propriedades em seu próprio nome durante a incapacidade de seu cônjuge.[8]

1827
- Brasil: Foram abertas as primeiras escolas primárias para meninas e a profissão de professora.[9]

1829
- Índia: Sati foi banido.[10]
- Suécia: As parteiras podiam usar instrumentos cirúrgicos, que eram únicos na Europa na época e lhes davam status cirúrgico.[11]

1832
- Brasil: Dionísia Gonçalves Pinto, sob o pseudônimo de Nísia Floresta Brasileira Augusta, publicou seu primeiro livro e o primeiro no Brasil a lidar com a igualdade intelectual feminina, sua capacidade e direito à educação e participação na sociedade em igualdade de condições com os homens com os direitos das mulheres e a injustiça dos homens.[12] Era uma tradução de Woman not Inferior to Man, muitas vezes atribuída a Mary Wortley Montagu.[13]

1833
- EUA, Ohio: A primeira universidade co-educacional americana, Oberlin College, foi fundada.[14]
- Guatemala: O divórcio foi legalizado; Esta lei foi rescindida em 1840 e reintroduzida em 1894.[15]

1835
- EUA, Arkansas: As mulheres casadas foram autorizadas a possuir (mas não controlar) a propriedade em seu próprio nome.[16]
- Ilhas Pitcairn: As Ilhas Pitcairn concederam às mulheres o direito ao voto.[17]

1838
- EUA, Kentucky: Kentucky deu o sufrágio escolar (o direito de votar nas reuniões escolares) para viúvas com crianças em idade escolar.[18]
- EUA, Iowa: Iowa foi o primeiro estado dos EUA a permitir a custódia exclusiva de uma criança à sua mãe no caso de um divórcio.[18]

1839
- EUA, Mississippi: O Mississippi foi o primeiro estado dos EUA a dar às mulheres casadas direitos de propriedade limitados.[18]
- Grã-Bretanha: A Lei de Custódia de Menores de 1839 tornou possível que as mães divorciadas recebessem a custódia de seus filhos menores de sete anos, mas somente se o Chanceler concordasse com ele e somente se a mãe fosse de boa índole.[19]

1840
- EUA, Texas: As mulheres casadas foram autorizadas a possuir propriedade em seu próprio nome.[20]

1841
- Bulgária: A primeira escola secular de meninas na Bulgária foi aberta, tornando a educação e a profissão de professora disponível para as mulheres.[21]

1842
- Suécia: Iniciado a escola primária obrigatória para ambos os sexos.[22]

1844
- EUA, Maine: Maine foi o primeiro estado dos Estados Unidos que aprovou uma lei para permitir que mulheres casadas possuam propriedade separada em seu próprio nome (economia separada) em 1844.[23] No mesmo  ano, Maine aprovou a Lei Sole Trader que concedeu mulheres casadas a capacidade de se envolver em negócios sem a necessidade de consentimento dos seus maridos.[18]
- EUA, Massachusetts: mulheres casadas foram concedidas economia separada.[24]

1845
- Suécia: A herança igual para filhos e filhas (na ausência de um testamento) tornou-se lei.[25]
- EUA, Nova York: mulheres casadas foram concedidas direitos de patente.[26]

1846
- Suécia: As profissões de comércio e artesanato foram abertas a todas as mulheres solteiras.[27]

1847
- Costa Rica: A primeira escola secundária para meninas foi aberta, e a profissão de professora foi aberta às mulheres.[28]

1848
- EUA, Estado de Nova York: A Lei Married Women's Property conceder mulheres casadas uma economia separada.[29]
- EUA, de 14 a 15 de junho, o candidato presidencial de terceiro mandato, Gerrit Smith, tornou o sufrágio das mulheres uma proposta na plataforma do Partido da Liberdade.[30]
- Pérsia (agora chamado Irã): A Conferência de Badasht foi realizada em junho-julho.[31]
- EUA, Estado de Nova York: Uma convenção de direitos das mulheres chamada Declaração de Seneca Falls foi realizada em julho. Foi a primeira convenção americana sobre os direitos da mulher.[32]

1849
- EUA: Elizabeth Blackwell, nascida na Inglaterra, tornou-se a primeira médica na história americana.[33]

1850
- Inglaterra: O primeiro movimento organizado do feminismo inglês foi Langham Place Circle da década de 1850, incluindo entre outras Barbara Bodichon (née Leigh-Smith) e Bessie Rayner Parkes.[34] Elas também fizeram campanha para melhorar os direitos das mulheres no emprego e na educação.
- Haiti: Foi aberta a primeira escola permanente para meninas.[35]
- Islândia: É necessária igualdade de herança entre homens e mulheres.[36]
- EUA, Califórnia: A Lei de Propriedade de Mulheres Casadas concedeu às mulheres casadas economia separada.[37]
- EUA, Wisconsin: O Ato de Propriedade de Mulheres Casadas concedeu às mulheres casadas economia separada.[37]
- EUA, Oregon: Mulheres solteiras foram autorizadas a possuir terras.[6]
- O movimento feminista começou na Dinamarca com a publicação do livro feminista Clara Raphael, Tolv Breve, que significa "Clara Raphael, Doze Cartas", de Mathilde Fibiger.[38]

1851
- Guatemala: A cidadania plena foi concedida a mulheres economicamente independentes, mas isso foi rescindido em 1879.[39]
- Canadá, New Brunswick: Mulheres casadas foram concedidas economia separada.[40]

1852
- EUA, Nova Jersey: Mulheres casadas foram concedidas economia separada.[41]

1853
- Colômbia: O divórcio foi legalizado; foi rescindido em 1856 e reintroduzido em 1992.[15]
- Suécia: A profissão de professor de ensino primário e primário público foi aberta a ambos os sexos.[42]

1854
- Noruega: É necessária herança igual para homens e mulheres.[6]
- EUA, Massachusetts: Massachusetts concedeu às mulheres casadas economia separada.[37]
- Chile: abertura da primeira escola pública de ensino fundamental para meninas.[43]

1855
- EUA, Iowa: A Universidade de Iowa tornou-se a primeira universidade pública ou estadual coeducacional nos Estados Unidos.[44]
- EUA, Michigan: As mulheres casadas receberam economia separada.[21]

1857
- Dinamarca: A maioria jurídica foi concedida a mulheres solteiras.[6] No mesmo ano, uma nova lei estabeleceu o direito das mulheres solteiras a ganhar a vida em qualquer ofício ou comércio.[45]
- Reino Unido: A Lei de Matrimonial Causes de 1857 permitiu que os casais conseguissem obter o divórcio através de processos cíveis.[46]
- Países Baixos: O ensino primário foi obrigatório para as moças e para os rapazes.[47]
- Espanha: O ensino fundamental tornou-se obrigatório tanto para meninas e meninos.[48]
- EUA, Maine: As mulheres casadas foram concedidas o direito de controlar seus próprios ganhos.[41]

1858
- Rússia: Foi aberto o ensino médio para as moças.[49]
- Suécia: Foi concedida a maioridade legal às mulheres solteiras se solicitado; A maioridade jurídica automática foi concedida em 1863.[25]

1859
- Oeste do Canadá: As mulheres casadas receberam economia separada.[40]
- Dinamarca: O posto de professor na escola pública foi aberto às mulheres.[50]
- Rússia: As mulheres foram autorizadas a auditar conferências universitárias, mas esta foi retraída em 1863.[49]
- Suécia: Os postos de professor universitário e funcionário inferior das instituições públicas foram abertos às mulheres.[51]
- EUA, Kansas: A lei da propriedade das mulheres casadas concedeu às mulheres casadas a economia separada.[37]

1860
- EUA, Nova York: Nova York aprovou uma Lei de Propriedade de Mulheres Casadas revisada que deu às mulheres a posse compartilhada de seus filhos, permitindo que elas tivessem uma palavra na vontade de seus filhos, salários e concedendo-lhes o direito de herdar propriedades.[52]

1861
- Sul da Austrália South A Austrália concedeu às mulheres proprietárias o direito de votar nas eleições locais.[53]
- EUA, Kansas: Kansas deu o sufrágio escolar a todas as mulheres. Muitos Estados dos EUA seguiram o exemplo antes do início do século XX.[18]

1862
- Suécia: O sufrágio local restrito foi concedido às mulheres na Suécia. Em 1919 o sufrágio foi concedido com restrições, e em 1921 todas as restrições foram levantadas.[54]

1863
- Finlândia: Em 1863, as mulheres contribuintes foram concedidas o sufrágio municipal na parte campestre do país, e em 1872, a mesma reforma foi dada às cidades.[55]

1869
- Reino Unido: O Reino Unido concedeu às mulheres o direito de votar nas eleições locais.[56]
- EUA, Wyoming: Wyoming concedeu às mulheres o direito de votar, o primeiro estado dos EUA a fazê-lo.[57]

1870
- EUA, Utah: O território de Utah concedeu as mulheres o direito de voto, mas foi revogado pelo Congresso em 1887 como parte de um esforço nacional para livrar o território da poligamia. Foi restaurado em 1895, quando o direito de votar e ocupar um cargo foi garantido na constituição do novo Estado.[58]
- Inglaterra: A Lei de Propriedade das Mulheres Casadas foi aprovada em 1870 e expandida em 1874 e 1882, dando às mulheres inglesas controle sobre seus próprios ganhos e propriedades.[23]

1871
- Dinamarca: Em 1871, a primeira organização de direitos da mulher foi fundada por Mathilde Bajer e seu marido Frederik Bajer, chamada Sociedade das Mulheres Dinamarquesa (ou Dansk Kvindesamfund), que ainda existe até hoje.
- Países Baixos: Teve sua primeira estudante acadêmica, Aletta Jacobs, matriculada em uma universidade holandesa (Universidade de Groningen).

1872
- Finlândia: Em 1872, as mulheres contribuintes foram concedidas o sufrágio municipal nas cidades.[55]

1881
- Ilha de Man: O direito ao voto foi ampliado às mulheres solteiras e às viúvas que possuíam propriedades e, como resultado, 700 mulheres foram votar, incluindo cerca de 10% do eleitorado de Manx.[59]

1884
- Canadá: As viúvas e solteiras foram as primeiras mulheres a ter direito a votar nos municípios de Ontário, tendo as outras províncias feito o mesmo ao longo da década de 1890.[60]

1886
- EUA: Todos, exceto seis estados dos Estados Unidos, permitiram o divórcio por motivos de crueldade.[18]
- Coréia: A Universidade de Mulheres Ewha, foi o primeiro instituto educacional coreano para mulheres, foi fundada em 1886 por Mary F. Scranton, missionária americana da Igreja Episcopal Metodista.[61]
- Paraguai: Um casal de colonizadores alemães, Elisabeth Förster-Nietzsche e Bernhard Förster, emigraram para a floresta tropical paraguaia e fundou a Nueva Germania para colocar em prática ideias utópicas sobre o vegetarianismo, o feminismo e a superioridade da raça ariana.[62]

1891
- Austrália: Foi fundada a New South Wales Womanhood Suffrage League.[63]

1893
- EUA, Colorado: Colorado garantiu a mulher o direito ao voto.[64]
- Nova Zelândia: A Nova Zelândia tornou-se o primeiro país autônomo do mundo no qual todas as mulheres tinham o direito de votar nas eleições parlamentares.[65]
- Ilhas Cook: As Ilhas Cook concedeu às mulheres o direito ao voto nos conselhos insulares e no parlamento federal.[66]

1894
- Austrália do Sul: Garantiu as mulheres o direito ao voto.[66]
- Reino Unido: Ampliou o direito de voto nas eleições locais às mulheres casadas.[67]

1895
- EUA: Quase todos os estados dos EUA haviam passado alguma forma de Leis de Comerciantes Únicos, Leis de Propriedade e Leis de Ganhos, concedendo a mulheres casadas o direito de negociar sem o consentimento de seus maridos, possuir e / ou controlar sua própria propriedade e controlar seus próprios ganhos.[18]

1896
- EUA, Idaho: Idaho garantiu as mulheres o direito ao voto.[68]

1900
- Austrália Ocidental: A Austrália Ocidental concedeu às mulheres o direito ao voto.[69]
- Bélgica: A maioria legal foi concedida a mulheres solteiras.[70]
- Egito: Uma escola para professoras foi fundada no Cairo.[71]
- França: As mulheres podiam exercer a advocacia.[72]
- Coréia: A profissão de correios foi aberta às mulheres.[73]
- Tunísia: Abertura da primeira escola pública de ensino fundamental para meninas.[71]
- Japão: A primeira universidade para mulheres foi aberta.[74]
- Baden, Alemanha: Universidades abertas às mulheres.[75]
- Suécia: Foi concedida a licença maternidade a trabalhadoras industriais.